# Björn Rzoska
Björn Rzoska, né le 12 mai 1973 à Saint-Nicolas est un homme politique belge flamand, membre de Groen, dont il fut vice-président (2009-13).
Il est licencié en histoire (université de Gand, 1996) et postgradué en management d'art et de culture (Gand, 2002). Il fut archiviste (1996-97), collaborateur de cabinet de Wivina Demeester (1997-98), assistant de recherche (UFSIA, 1998-2001), coordinateur culturel (2001-2003), cadre d'organisation de patrimoine culturel (2003-2009), enseignant culturel (2005-07). 

## Fonctions politiques
- Conseiller communal à Lokeren depuis 2007
- député au Parlement flamand :
  - depuis le 9 janvier 2013 en remplacement de Filip Watteeuw.